# Mamma Mia (30 Rock)
"Mamma Mia" é o 21.° episódio da terceira temporada da série de televisão de comédia de situação norte-americana 30 Rock, e o 57.° da série em geral. O seu argumento foi escrito pelo co-produtor executivo Ron Weiner enquanto a realização ficou sob responsabilidade do produtor Don Scardino. A sua transmissão nos Estados Unidos ocorreu na noite de 7 de Maio de 2009 através da rede de televisão National Broadcasting Company (NBC). Dentre as estrelas convidadas para o episódio, estão inclusas Alan Alda, Steve Buscemi, Stuart Margolin, Keith Olbermann, Clayton Dean Smith, Amy Schumer, e Michael Benjamin Washington.
No episódio, a argumentista Liz Lemon (interpretada por Tina Fey) idealiza um plano para ajudar o seu chefe Jack Donaghy (Alec Baldwin) a encontrar o seu pai biológico. Entretanto, Tracy Jordan (Tracy Morgan) apresenta o seu suposto filho ilegítimo (Washington) ao elenco e equipa do The Girlie Show with Tracy Jordan (TGS), levando alguns a questionar as intenções do tal filho. Ao mesmo tempo, Liz e a sua amiga Jenna Maroney vão a uma sessão de fotos para aparecerem na capa de uma revista, mas lutam por atenção quando Jenna recebe reconhecimento público por um segmento humorístico escrito por Liz.
Em geral, "Mamma Mia" foi recebido com aclamação crítica pelos analistas especialistas em televisão do horário nobre. Os principais elogios foram atribuídos ao enredo e às referências ao musical Mamma Mia!. Além de também receber elogios pelo seu desempenho, a estrela convidada Alan Alda recebeu uma nomeação a um Prémio Emmy, assim como o argumentista Ron Weiner. De acordo com as estatísticas publicadas pelo serviço de mediação de audiências da Nielsen Media Research, o episódio foi assistido em uma média de 6,20 milhões de domicílios norte-americanos durante sua transmissão original e recebeu a classificação de 2,9 e oito de share no perfil demográfico dos telespectadores na faixa dos dezoito aos 49 anos.

## Produção

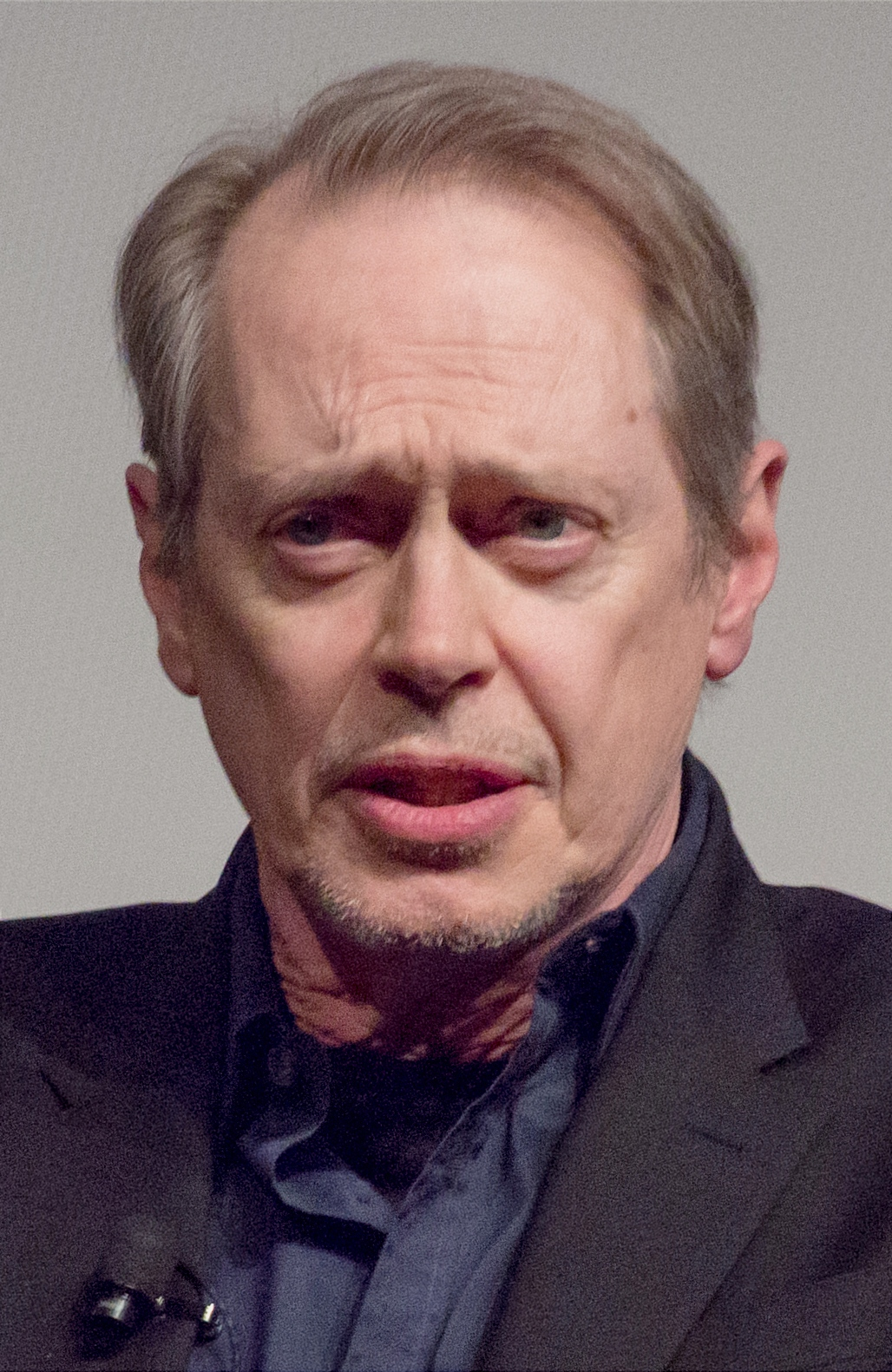
"Mamma Mia" marcou a terceira participação de Steve Buscemi em 30 Rock.

"Mamma Mia" é o 21.° episódio da terceira temporada de 30 Rock. O seu enredo foi escrito pelo co-produtor executivo Ron Weiner, tornando-se no quarto crédito que recebe por trabalhar em guião para a série. A realização ficou sob o cargo do produtor Don Scardino, que assim viu o seu nome a ser listado neste crédito pela vigésima vez.
Em "Mamma Mia," o actor Alan Alda fez a sua estreia como o Professor Milton Greene, pai biológico de Jack Donaghy. Ele voltaria a aparecer em "Kidney Now!" para dar continuidade à trama iniciada neste episódio. Alda já havia colaborado com Alec Baldwin em The Aviator (2004), um filme biográfico de drama. Além disso, o actor Stuart Margolin, que interpretou Fred O'Dwyer em "Mamma Mia," também já havia trabalhado com Alda no seriado M*A*S*H. Ambos iniciaram as suas carreiras em M*A*S*H, com Margolin interpretando duas personagens diferentes, enquanto Alda desempenhou o papel principal do Capitão Benjamin Franklin "Hawkeye" Pierce.
Este episódio marcou a terceira participação especial do actor Steve Buscemi a desempenhar o detetive privado Lenny Wosniak, que apareceu pela primeira vez na série em "The Collection" (2007). Buscemi não só voltaria a participar da série em mais três episódios, como também realizou um na terceira temporada e voltaria a realizar outro na sexta. O apresentador de notícias Keith Olbermann, do programa Countdown with Keith Olbermann, fez uma narração neste episódio, na qual o produtor Pete Hornberger (Scott Adsit) recorda-se de ter ouvido um apresentador de desportos (Olbermann) a afirmar "Isso é um disjuntor, senhoras!" no SportsCenter durante um destaque do jogo de hóquei.
"Mamma Mia" também apresentou Amy Schumer em uma das suas primeiras performances televisivas, recebendo crédito por representar uma estilista, assim como o comediante Michael Benjamin Washington no papel de Donald Jordan, suposto filho ilegítimo de Tracy. Em "Mamma Mia," Donald revela-se um ano mais velho que Tracy mas, na realidade, o ator Washington é onze anos mais novo que Tracy Morgan. Washington apenas retornaria a 30 Rock para repetir a sua performance como Donald pela última vez no episódio "Chain Reaction of Mental Anguish," da quinta temporada. Embora os seus nomes tenham sido listados durante a sequência de créditos finais, os actores Kevin Brown e Grizz Chapman, respectivos intérpretes das personagens Dot Com Slattery e Grizz Griswold, não participaram de "Mamma Mia."

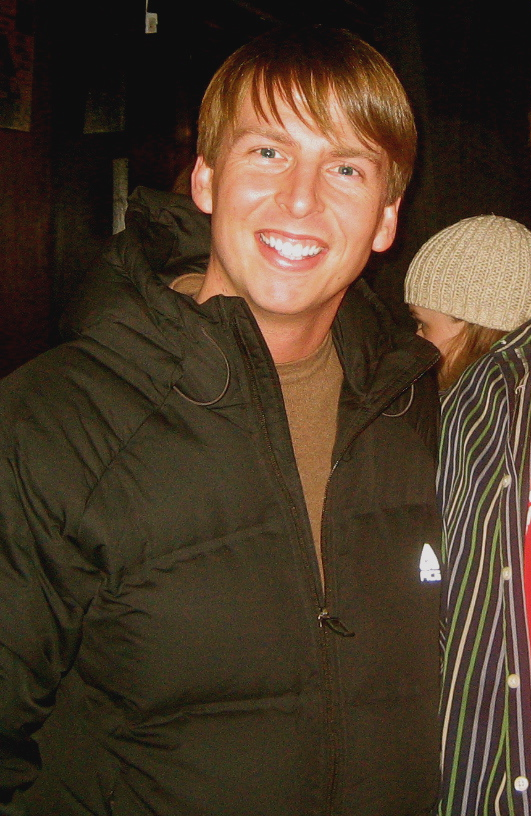
Uma das cenas bónus de "Mamma Mia" faz menção à imortalidade de Kenneth Parcell (Jack McBrayer).

Uma cena filmada para "Mamma Mia" foi cortada da transmissão para a televisão e, ao invés disso, inclusa como parte do bónus do DVD da terceira temporada da série. Na cena, a Kenneth Parcell (Jack McBrayer), estagiário da NBC, acompanha George Park, Fred O'Dwyer e Milton Greene um passeio pelos bastidores do TGS. Fred diz a Kenneth que ele se parece com um homem com quem ele prestou serviço militar, o que Kenneth diz: "Bem, obviamente isso é uma coincidência. Como eu poderia ter estado na Normandia?" Fred responde dizendo que nunca disse a Kenneth onde ele serviu. Jack aparece onde Kenneth e os três homens estão e diz a Kenneth que gostaria de falar com Milton, levando Kenneth a dizer a Jack "Como chefe desta digressão, vou negar o seu pedido." Mais tarde, Jack e Milton são vistos no escritório de Jack. Assim, "Mamma Mia" teria sido mais um dos episódios de 30 Rock a fazer menção à imortalidade de Kenneth, uma piada que teve início na primeira temporada com o episódio "The Baby Show", no qual há um panfleto na secretária do Dr. Leo Spaceman que lê "Nunca Morre" com uma foto do estagiário no pano de fundo. Isto vem sendo demonstrado ao longo da série pela idade questionável de Kennth, detalhes inconclusíveis sobre a sua vida pessoal, possível calvície, e conhecimento enciclopédico sobre a história da televisão norte-americana que, segundo Madeline Raynor do portal Vulture, "faz você ponderar se ele não vivenciou em pessoa." Uma cena do episódio final de 30 Rock eventualmente confirmou a imortalidade da personagem.
O actor e comediante Judah Friedlander, intérprete da personagem Frank Rossitano em 30 Rock, é conhecido pelos seus bonés de camioneiro de marca registada que usa dentro e fora da personagem Frank. Os chapéus normalmente apresentam palavras ou frases curtas estampadas neles. Friedlander afirmou que ele próprio é quem faz os acessórios. Revelou também que "alguns deles são brincadeiras íntimas, e alguns são simplesmente piadas." A ideia veio do persona de Friedlander nas suas apresentações de comédia stand up, nas quais os objectos de adorno estão todos estampados com a escrita "campeão mundial" em línguas e aparências diferentes. Em "Mamma Mia," Frank usa um boné que lê "Mute Button."

## Enredo
Jack Donaghy (Alec Baldwin) decide não procurar o seu pai biológico, depois de ter sido revelado no episódio anterior que o homem que ele sempre acreditou ser seu pai, não verdade não era. Liz Lemon (Tina Fey), no entanto, convence-o a descobrir a identidade do seu verdadeiro pai, então, Jack entra em contacto com o investigador particular Lenny Wosniak (Steve Buscemi) para procurar o seu pai biológico. Lenny dá-lhe um envelope contendo os nomes de três indivíduos que poderiam ser seu pai. Jack conta a Liz sobre o envelope, e ela sugere que eles façam disso um Mamma Mia! e tragam os três homens para a Cidade de Nova Iorque sob falsos pretextos, com o que Jack concorda. Jack conhece os homens: George Park (Clint Chin), Fred O'Dwyer (Stuart Margolin) e o professor Milton Greene (Alan Alda). Ao conhecê-los, Jack percebe que Milton é seu pai, já que George Park é coreano e Fred O'Dwyer perdeu os seus genitais em uma explosão de granada de mão durante a Segunda Guerra Mundial. Ele conta a Milton que é seu filho, depois de Milton ter admitido ter dormido com a sua mãe na época em que Jack foi concebido. Milton fica feliz em tê-lo como filho e revela que precisa de um transplante de rim.
Enquanto isso, Tracy Jordan (Tracy Morgan) apresenta o seu filho ilegítimo Donald (Michael Benjamin Washington) à equipa do TGS with Tracy Jordan. Liz e Pete Hornberger (Scott Adsit) suspeitam que Donald esteja a se aproveitar de Tracy, pois não acreditam que Donald tenha realmente 21 anos, como Donald afirma ter. Cerie Xerox (Katrina Bowden), assistente de Liz, obtém a certidão de nascimento de Donald e entrega-a a Liz e Pete; os dois descobrem que Donald tem na verdade quarenta anos, confirmando assim suas suspeitas sobre ele. Liz conta isso a Tracy, que sabia tudo sobre o golpe de Donald e explica que decidiu concordar com isso porque Donald estava colocando todo o dinheiro em um dojo e fazendo o bem para a comunidade.
Ao mesmo tempo, Liz fica com ciúmes quando a sua amiga e estrela do TGS, Jenna Maroney (Jane Krakowski) leva o crédito pela frase feita "That's A Deal Breaker, ladies!", fazendo com que Liz não seja reconhecida por ter escrito o segmento humorístico. Como resultado disso, Jenna é nomeada a "Pessoa Mais Engraçada de Nova Ioque" pela revista Time Out, e vendo como Liz se sente sobre isso, ela decide compartilhar a capa da revista com a amiga. Na sessão de fotos, o fotógrafo (Clayton Dean Smith) quer que Jenna use adereços, mas Jenna está relutante em usar qualquer um deles. Liz, no entanto, decide posar com os adereços, fazendo com que seja estampada na capa da Time Out, para o desgosto de Jenna.

### Análises da crítica

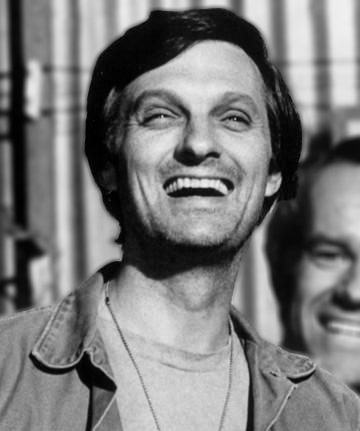
O seriado foi altamente enaltecido pela escolha de Alan Alda para participar de "Mamma Mia." O seu desempenho rendeu-lhe uma nomeação a um Prémio Emmy.